# Seth Carlsson
Carl Alexander Seth Carlsson, född 3 oktober 1884 i Stora Malms församling, Södermanlands län, död 1 november 1970 i Västra Eds församling Kalmar län, var en svensk folkmusiker och riksspelman. Carlsson deltog i Riksspelmansstämman på Skansen 1927. Han grundade Södermanlands Spelmansförbund 1925.

## Utmärkelser
- 1952 - Zornmärket i silver, "För gott spel och goda egna låtar."[3]